# Винхеринген
Винхеринген (нем. Wincheringen) — община в Германии, в земле Рейнланд-Пфальц. 
Входит в состав района Трир-Саарбург. Подчиняется управлению Саарбург.  Население составляет 1691 человек (на 31 декабря 2010 года). Занимает площадь 18,72 км².